# Sophus Bugge
Elseus Sophus Bugge (5. ledna 1833 Larvik – 8. července 1907 Tynset) byl norský filolog a folklorista. Ve své době byl v oboru nejvýznamnějším odborníkem v zemi a jeho dílo o runách a eddické literatuře výrazně ovlivnilo další vědecký vývoj, počet jeho vědeckých publikací přesahuje dvě stě položek. Byl otcem historika Alexandera Buggeho.
Od roku 1860 byl postgraduálním studentem indoevropské lingvistiky a sanskrtu na Univerzitě v Christianii, tedy dnešní Univerzitě v Oslo, od 1864 tyto předměty a navíc starou severštinu vyučoval a v roce 1866 byl jmenován profesorem srovnávací filologie a staré severštiny. V roce 1867 vydal Norraen fornkvaedi „Staré severské básně“, jednu z prvních kritických edicí Poetické Eddy, kde přišel s tezí, že obsah eddické poezie byl výrazně ovlivněn antickou, starozákonní a křesťanskou tradicí, která pronikla do skandinávského prostředí během christianizace z Britských ostrovů. Svou hypotézu vyložil především v díle Studier over de nordiske Gude- og Heltesagns Oprindelse „Studie o původu severských mýtů o bozích a hrdinech“ vydaném ve dvou svazcích v letech 1881 a 1889. Souběžně byly tyto studie vydány i v němčině a dostalo se jim výrazného ohlasu. Někteří badatelé, jako Konrad Mauer nebo Adolf Norren, s Buggem souhlasili, ale větší skupina jeho teze odmítla, často velmi hrubě, příkladem je Karl Müllenhoff nebo Svend Grundtvig. Kromě toho připravil edice ság: v letech 1864 a 1865 vydal ságy o Hálfovi, o Norna-Gestovi a o Vølsunzích, v roce 1873 Ságu o Hervaře. V roce 1896 vydal Helgedigtene i den aeldre Edda „Posvátné písně starší Eddy“. Byl také průkopníkem sběru a studia norských lidových písní a sbíral staré norské nápisy, jejichž sbírku vydával od roku 1891.
Jsou po něm pojmenovány ulice v Larviku a Stavangeru, náměstí v Oslo a jedna z budov fakulty humanitních studií Univerzity v Oslo.